# The Life of a Song
The Life of a Song ist ein Jazzalbum von Geri Allen mit Dave Holland und Jack DeJohnette. Die am 16. und 17. Januar 2004 im Direktschnitt-Verfahren in den Avatar Studios, Studio C, New York City, entstandenen Aufnahmen erschienen 2006 auf dem Label Telarc Jazz.

## Hintergrund
The Life of a Song waren Geri Allens erste Aufnahmen für ein weiteres Album unter eigenem Namen seit sechs Jahren; 1998 hatte sie The Gathering aufgenommen. In den folgenden Jahren wirkte sie bei Produktionen von ihrem Ehemann Wallace Roney mit wie A Tribute to Miles Davis, außerdem bei Bobby Hutcherson, Klaus Suonsaari, Lenny White, Craig Handy, Ravi Coltrane, Simon Rattel (Classic  Ellington), Clark Terry, Buster Williams (mit dem sie auch 2000 im The Mary Lou Williams Collective die Platte Zodiac Suite: Revisited aufnahm), ferner mit Charles Lloyd (Lift Every Voice) und dem Sänger Andy Bey.
Die Pianistin nahm schließlich mit Dave Holland und Jack deJohnette zehn Stücke auf, neben ihren Eigenkompositionen die Jazzstandards „Lush Life“ von Billy Strayhorn und „Dance of the Unfidels“ von Bud Powell. Die drei Musiker hatten zuvor zusammen bei Betty Carters Livealbum Feed the Fire (1993) mitgewirkt. Den letzten Titel des Albums, „Soul Eyes“, einen Klassiker von Mal Waldron, spielte Geri Allen mit dem Trio und mit Marcus Belgrave (Flügelhorn), Dwight Andrews (Saxophon), Clifton Anderson (Posaune) ein.

## Titelliste

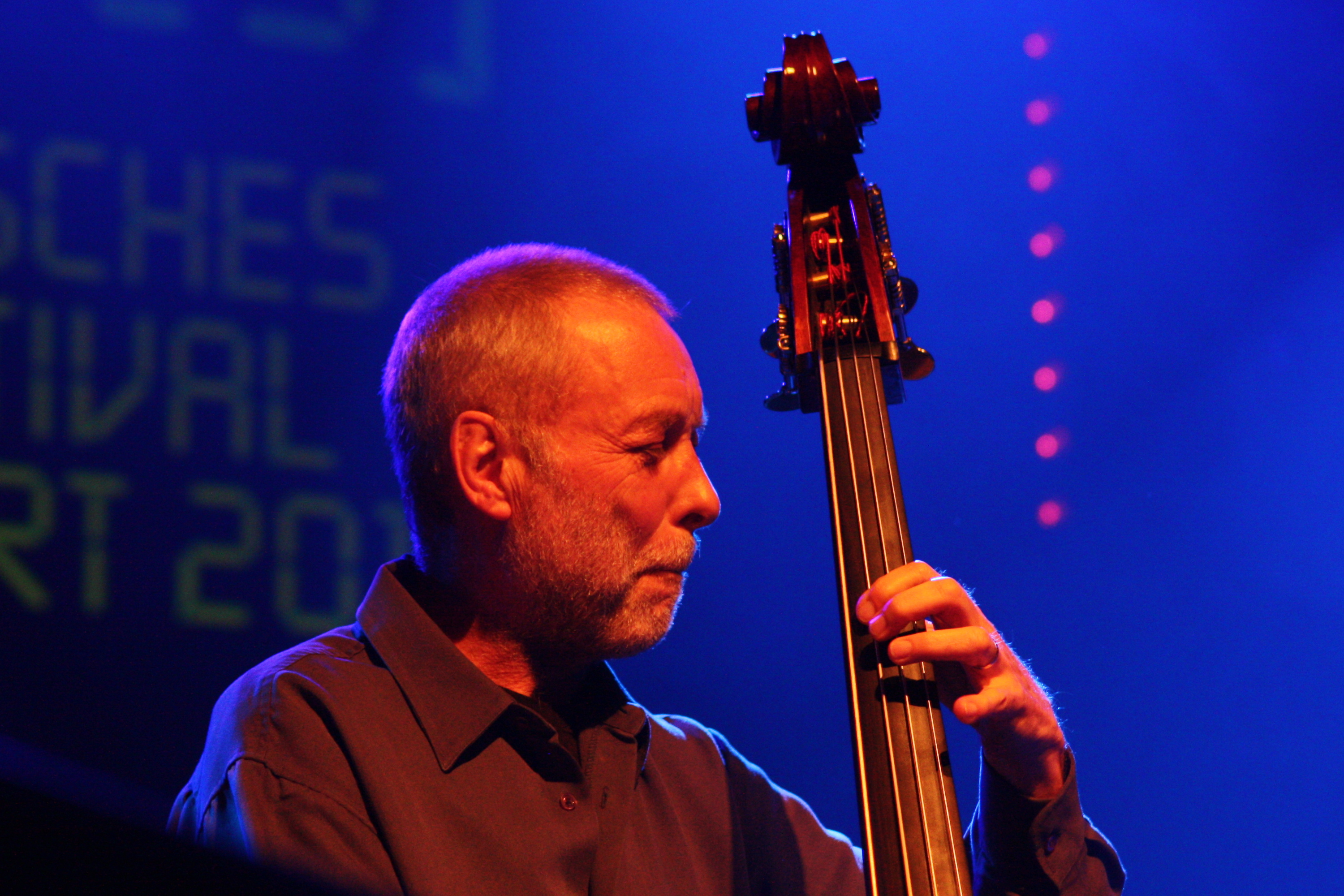
Dave Holland auf dem Deutschen Jazzfestival 2013

- Geri Allen, Dave Holland, Jack DeJohnette : The Life of a Song (Telarc Jazz CD-83598)[1]

1. LWB's House (The Remix) 5:52
2. Mounts and Mountains 8:05
3. Lush Life (Billy Strayhorn) 8:11
4. In Appreciation: A Celebration Song 6:09
5. The Experimental Movement 7:09
6. Holdin’ Court 4:39
7. Dance of the Infidels (Bud Powell) 4:03
8. Unconditional Love 5:16
9. The Life of a Song 5:23
10. Black Bottom 4:29
11. Soul Eyes (Mal Waldron) 5:40

Sofern nicht anders angegeben, stammen alle Kompositionen von Geri Allen.

## Rezeption
John Fordham meinte im Guardian, in Anbetracht des Titels dieser CD scheine es eine Ironie zu sein, dass das Improvisieren ein viel schillernderes Leben offenbare als die meisten Kompositionen. Aber mit dem Personal in dieser Session sei das kein großer Nachteil – und das Improvisieren sei hier so gut, dass die Songs nur als Auslöser für das spontane Spiel fungieren müssen. Es sei eine rechtzeitige Erinnerung an die Gaben von Geri Allen, eine Frau mit einem hervorragenden Ruf, nicht zuletzt als erste Pianistin seit 35 Jahren, die von Ornette Coleman als Mitarbeiterin akzeptiert wurde – ein Maß für ihren offenen Ansatz und ihre Fähigkeit, frei von den unflexibleren Prinzipien der Harmonie zu schweben. Das ganze Spiel sei großartig, so Fordhams Resümée, und Allen selbst oft atemberaubend.

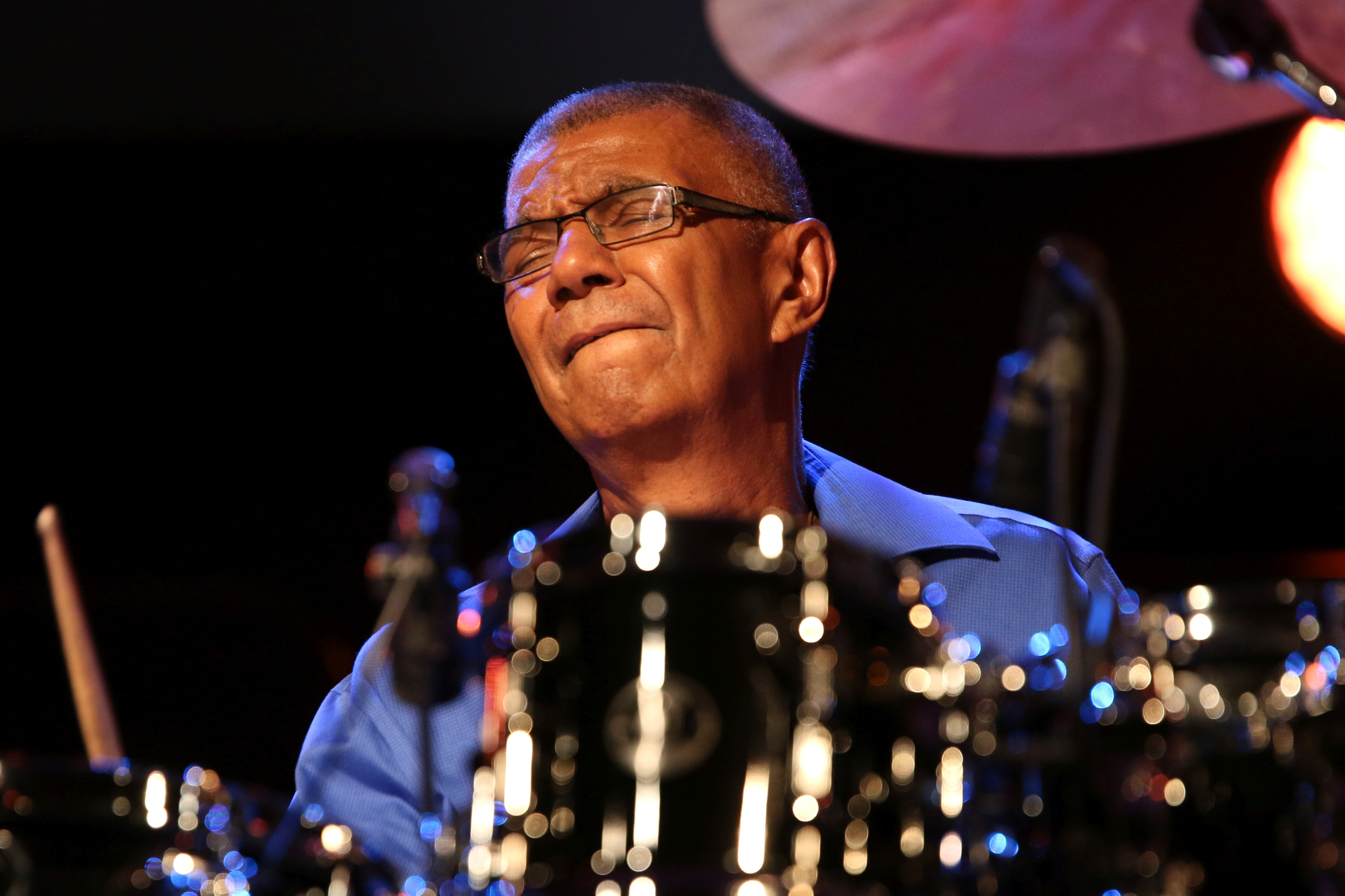
Jack DeJohnette auf dem File:Deutschen Jazzfestival 2015

Nach Ansicht von C. Michael Bailey, der das Album in All About Jazz rezensierte, habe dieses Album viel der Befreiung der Rhythmusgruppe zu verdanken, die unter Miles Davis zur Zeit seines zweiten Quintetts stattfand. Dieses Trio swinge außerhalb der Linien, wie man es erwarten würde. Jack DeJohnette sei ein Meister der Becken; er zeige seine Klasse in Fülle. Dave Holland beweise mit seiner soliden Unterstützung und seinen vernünftigen und intelligenten Soli, warum sein Profil in der Jazzwelt hoch ist. Mal Waldrons großartiges Soul Eyes beende die Platte mit einer Frontline aus drei Bläsern und biete ein luftiges Hörerlebnis, da die erdige Melodie teilweise dekonstruiert wird, um die innere harmonische Schönheit des Songs zu enthüllen. Das Album sei eine starke Leistung durch die Zusammenarbeit starker Musiker.
Ebenfalls in All About Jazz schrieb John Kelman, mit Sicherheit würde jedes gute Album nicht nur wiederholt angehört werde, sondern auch davon profitiere, da bisher ungehörte Ebenen enthüllt und subtile Nuancen ans Licht gebracht würden. Aber Geri Allens Neuerscheinung, The Life of a Song, müsse mehr als einmal gehört werden, da die Herstellung so viel Freude bereite, dass sie die anderen ebenso beeindruckenden Aspekte der Platte völlig überschatte. Erkennbar sei ein Wachstum in den letzten Jahren als eine Konstante, und Allens Entwicklung sei deutlich spürbar. Sie demonstriere mit ihrem Programm, das größtenteils aus Originalkompositionen besteht, ihre Fähigkeit, Musik zu machen, die Aufmerksamkeit erfordere und das Ohr herausfordere, während sie gleichzeitig vollständig zugänglich bleibe. Und mit dem Holland und DeJohnette verfüge sie über ein Rhythmus-Team, das in der Lage sei, ein zugängliches Rückgrat aufrechtzuerhalten, das bei weiterer Prüfung gleichzeitig einen reichhaltigeren und detaillierteren Klangteppich ergebe.
Ron Wynn schrieb in JazzTimes, Allens erste Veröffentlichung seit sechs Jahren unterstreiche ihre kompositorische Klasse und ihr ausgereiftes Spiel. Während sie in früheren Veröffentlichungen durchweg eine dynamische, begabte Solistin war, wirke Allens Spiel in The Life of a Song entspannter und flüssiger, bleibe aber klasse und ausdrucksstark. Anstatt nur durch Progressionen zu rasen oder Schnellfeuertöne auszuspucken, präsentiere Allen manchmal zarte, flüchtige Linien und leichte, beruhigende Refrains. Bei anderen Gelegenheiten wie den Eröffnungspassagen von „LBW's House“ oder „In Appreciation“ wechsle sie dann in einen aggressiven afro-Latin-Modus oder liefere scharfe, vom Gospel beeinflusste Phrasen, die rhythmisch gewagt seien. Ihre Soli mischten Elemente aus Hard Bop und Blues, so der Autor; es gab auch gelegentliche Anklänge an Funk („Black Bottom“) und Swing („The Life of a Song“).